# Eintracht Frankfurt 1994-1995
Questa voce raccoglie le informazioni riguardanti l'Eintracht Frankfurt nelle competizioni ufficiali della stagione 1994-1995.

## Stagione
Nella stagione 1994-1995 l'Eintracht Francoforte, allenato da Jupp Heynckes e Charly Körbel, concluse il campionato di Bundesliga al 9º posto. In Coppa di Germania l'Eintracht Francoforte fu eliminato al secondo turno dal Wolfsburg. In Coppa UEFA l'Eintracht Francoforte fu eliminato ai quarti di finale dalla Juventus.

## Rosa
| N. |                     | Ruolo | Calciatore           |
| -- | ------------------- | ----- | -------------------- |
| 1  | Germania (bandiera) | P     | Andreas Köpke        |
| 2  | Germania (bandiera) | D     | Uwe Bindewald        |
| 3  | Germania (bandiera) | C     | Ralf Weber           |
| 4  | Germania (bandiera) | D     | Dietmar Roth         |
| 5  | Germania (bandiera) | D     | Manfred Binz         |
| 7  | Germania (bandiera) | C     | Ralf Falkenmayer     |
| 10 | Nigeria (bandiera)  | C     | Jay-Jay Okocha       |
| 14 | Germania (bandiera) | D     | Mirko Dickhaut       |
| 15 | Georgia (bandiera)  | D     | K'akhaber Tskhadadze |
| 16 | Germania (bandiera) | A     | Matthias Becker      |
| 17 | Germania (bandiera) | C     | Oliver Bunzenthal    |
| 18 | Germania (bandiera) | C     | Thorsten Flick       |
| 19 | Germania (bandiera) | C     | Matthias Hagner      |
| 20 | Germania (bandiera) | C     | Thomas Doll          |
| 21 | Serbia (bandiera)   | D     | Slobodan Komljenović |

| N. |                               | Ruolo | Calciatore         |
| -- | ----------------------------- | ----- | ------------------ |
| 22 | Serbia (bandiera)             | C     | Michael Aničić     |
| 25 | Macedonia del Nord (bandiera) | P     | Oka Nikolov        |
| 28 | Germania (bandiera)           | C     | Rudolf Bommer      |
| 31 | Germania (bandiera)           | C     | Matthias Dworschak |
| 33 | Germania (bandiera)           | A     | Timo Reuter        |
|    | Turchia (bandiera)            | D     | Erol Bulut         |
|    | Germania (bandiera)           | D     | Thomas Reis        |
|    | Germania (bandiera)           | C     | Thorsten Legat     |
|    | Ghana (bandiera)              | C     | Michael Osei       |
|    | Slovacchia (bandiera)         | C     | Marek Penksa       |
|    | Germania (bandiera)           | C     | Thomas Sobotzik    |
|    | Germania (bandiera)           | C     | Dirk Wolf          |
|    | Polonia (bandiera)            | A     | Jan Furtok         |
|    | Rep. Ceca (bandiera)          | A     | Josef Obajdin      |

## Organigramma societario
Area tecnica
- Allenatore: Charly Körbel
- Allenatore in seconda: Ramon Berndroth, Rudolf Bommer, Horst Köppel
- Preparatore dei portieri:
- Preparatori atletici:

## Calciomercato

### Sessione estiva
| Acquisti | Acquisti       | Acquisti                         | Acquisti |
| R.       | Nome           | da                               | Modalità |
| -------- | -------------- | -------------------------------- | -------- |
| C        | Thomas Doll    | Lazio                            |          |
| D        | Erol Bulut     | Eintracht Francoforte (juniores) |          |
| P        | Andreas Köpke  | Norimberga                       |          |
| C        | Thorsten Legat | Werder Brema                     |          |
| C        | Marek Penksa   | Dinamo Dresda                    |          |

| Cessioni | Cessioni         | Cessioni        | Cessioni |
| R.       | Nome             | a               | Modalità |
| -------- | ---------------- | --------------- | -------- |
| C        | Maurizio Gaudino | Manchester City |          |
| A        | Anthony Yeboah   | Leeds Utd       |          |
| C        | Uwe Bein         | Urawa Reds      |          |
| P        | Thomas Ernst     | FSV Francoforte |          |
| C        | Frank Möller     | Norimberga      |          |
| P        | Uli Stein        | Amburgo         |          |

### Sessione invernale
| Acquisti | Acquisti           | Acquisti       | Acquisti |
| R.       | Nome               | da             | Modalità |
| -------- | ------------------ | -------------- | -------- |
| C        | Matthias Dworschak | FC Eddersheim  |          |
| A        | Josef Obajdin      | Slovan Liberec |          |

| Cessioni | Cessioni | Cessioni | Cessioni |
| R.       | Nome     | a        | Modalità |
| -------- | -------- | -------- | -------- |

## Risultati

### Bundesliga

#### Girone di andata
| Francoforte sul Meno 20 agosto 1994, ore 15:30 CEST 1ª giornata | Eintracht Francoforte | 0 – 0 referto | Colonia | Waldstadion (44 000 spett.)\| Arbitro: \| Merk \| |
| Arbitro:                                                        | Merk                  |               |         |                                                   |

| Arbitro: | Osmers |

|                  |           |            |
| Kuntz 82’ (rig.) | Marcatori | 78’ Yeboah |

| Arbitro: | Fröhlich |

|                                                |           |  |
| Schuster 16’ Kirsten 39’ Sérgio 66’ Völler 90’ | Marcatori |  |

| Arbitro: | Steinborn |

|                                                         |           |               |
| Yeboah 44’ (rig.) Binz 49’ Franck 54’ (aut.) Okocha 87’ | Marcatori | 34’ Chapuisat |

| Arbitro: | Heynemann |

|                                              |           |              |
| Bobic 18’ Dickhaut 25’ (aut.) Čović 82’, 87’ | Marcatori | 40’ Dickhaut |

| Arbitro: | Strigel |

|  |           |                                 |
|  | Marcatori | 11’, 16’ Feldhoff 66’ Bittengel |

| Gelsenkirchen 1º ottobre 1994, ore 15:30 CET 7ª giornata | Schalke 04 | 0 – 0 referto | Eintracht Francoforte | Parkstadion (33 160 spett.)\| Arbitro: \| Malbranc \| |
| Arbitro:                                                 | Malbranc   |               |                       |                                                       |

| Arbitro: | Aust |

|                   |           |  |
| Yeboah 60’ (rig.) | Marcatori |  |

| Arbitro: | Weber |

|                                 |           |                                      |
| Babbel 37’ Ziege 70’ Sutter 83’ | Marcatori | 5’ Dickhaut 54’ Doll 86’ Komljenović |

| Arbitro: | Jansen |

|                       |           |  |
| Furtok 46’ Yeboah 54’ | Marcatori |  |

| Arbitro: | Krug |

|                      |           |  |
| Besčastnych 25’, 75’ | Marcatori |  |

| Arbitro: | Fleske |

|                 |           |                |
| Yeboah 41’, 60’ | Marcatori | 80’ Guðjónsson |

| Arbitro: | Fischer |

|                                    |           |  |
| Roth 53’ (aut.) Cardoso 75’ (rig.) | Marcatori |  |

| Arbitro: | Malbranc |

|                       |           |              |
| Yeboah 58’ Okocha 81’ | Marcatori | 90’ Herrlich |

| Arbitro: | Strampe |

|         |           |  |
| Hopp 2’ | Marcatori |  |

| Arbitro: | Krug |

|                            |           |  |
| Legat 1’ (rig.) Furtok 88’ | Marcatori |  |

| Arbitro: | Zerr |

|                   |           |           |
| Dowe 9’ Nowak 50’ | Marcatori | 88’ Legat |

#### Girone di ritorno
| Arbitro: | Albrecht |

|                              |           |  |
| Labbadia 3’, 60’ Polster 51’ | Marcatori |  |

| Arbitro: | Kasper |

|            |           |                             |
| Okocha 48’ | Marcatori | 49’, 76’ Marschall 85’ Kuka |

| Arbitro: | Scheuerer |

|                         |           |  |
| Dickhaut 60’ Okocha 86’ | Marcatori |  |

| Arbitro: | Merk |

|          |           |           |
| Zorc 15’ | Marcatori | 6’ Furtok |

| Arbitro: | Casper |

|                          |           |                        |
| Tskhadadze 47’ Weber 59’ | Marcatori | 1’ Schneider 69’ Bobic |

| Arbitro: | Steinborn |

|              |           |          |
| Feldhoff 68’ | Marcatori | 83’ Binz |

| Arbitro: | Heynemann |

|  |           |                                   |
|  | Marcatori | 48’ Herzog 57’ Látal 76’ Dikhtiar |

| Arbitro: | Dardenne |

|           |           |            |
| Bilić 31’ | Marcatori | 54’ Aničić |

| Arbitro: | Strigel |

|                     |           |                                                |
| Okocha 14’ Reis 43’ | Marcatori | 6’ Schupp 45’ Witeczek 48’, 83’ Ziege 80’ Frey |

| Arbitro: | Weber |

|             |           |                     |
| Dittgen 37’ | Marcatori | 79’ Binz 87’ Aničić |

| Francoforte sul Meno 30 aprile 1995, ore 18:00 CEST 28ª giornata | Eintracht Francoforte | 0 – 0 referto | Werder Brema | Waldstadion (34 700 spett.)\| Arbitro: \| Jansen \| |
| Arbitro:                                                         | Jansen                |               |              |                                                     |

| Arbitro: | Strampe |

|  |           |                 |
|  | Marcatori | 44’ Komljenović |

| Arbitro: | Aust |

|                |           |                              |
| Komljenović 5’ | Marcatori | 16’ Cardoso 52’ (aut.) Köpke |

| Arbitro: | Fischer |

|                            |           |  |
| Pflipsen 54’ Effenberg 75’ | Marcatori |  |

| Arbitro: | Pohlmann |

|                                           |           |          |
| Binz 19’ Aničić 33’ Becker 53’ Okocha 90’ | Marcatori | 82’ Löbe |

| Arbitro: | Werthmann |

|                                         |           |            |
| Breitenreiter 62’ Albertz 78’ Mason 85’ | Marcatori | 68’ Aničić |

| Arbitro: | Krug |

|                                       |           |             |
| Dowe 10’ (aut.) Okocha 39’ Becker 53’ | Marcatori | 46’ Winkler |

### Coppa di Germania
| Arbitro: | Friedrichs |

|  |           |                                                                 |
|  | Marcatori | 4’ Dickhaut 18’ Yeboah 34’, 35’ Furtok 85’ Tskhadadze 88’ Legat |

| Arbitro: | Werthmann |

|                                           |                      |                                             |
| Falkenmayer Legat Yeboah Binz Komljenović | Tiri di rigore 3 – 4 | Lieberam Dammeier Probst Jensen Frąckiewicz |

### Coppa UEFA
| Arbitro: | Meier |

|           |           |           |
| Šiljak 2’ | Marcatori | 84’ Legat |

| Arbitro: | Ashman |

|                         |           |  |
| Bindewald 9’ Yeboah 85’ | Marcatori |  |

| Arbitro: | Wieser |

|                        |           |            |
| Andraşi 69’ Voinea 77’ | Marcatori | 65’ Furtok |

| Arbitro: | Burge |

|                                            |           |  |
| Bommer 10’ Yeboah 13’, 17’ Furtok 65’, 67’ | Marcatori |  |

| Arbitro: | Puhl |

|                 |           |  |
| Buso 55’ (aut.) | Marcatori |  |

| Arbitro: | van der Ende |

|  |           |                 |
|  | Marcatori | 54’ Falkenmayer |

| Arbitro: | Mikkelsen |

|            |           |              |
| Furtok 73’ | Marcatori | 36’ Marocchi |

| Arbitro: | Vega |

|                                       |           |  |
| Conte 70’ Ravanelli 86’ Del Piero 90’ | Marcatori |  |

## Statistiche

### Statistiche di squadra
| Competizione      | Punti | In casa | In casa | In casa | In casa | In casa | In casa | In trasferta | In trasferta | In trasferta | In trasferta | In trasferta | In trasferta | Totale | Totale | Totale | Totale | Totale | Totale | DR  |
| Competizione      | Punti | G       | V       | N       | P       | Gf      | Gs      | G            | V            | N            | P            | Gf           | Gs           | G      | V      | N      | P      | Gf     | Gs     | DR  |
| ----------------- | ----- | ------- | ------- | ------- | ------- | ------- | ------- | ------------ | ------------ | ------------ | ------------ | ------------ | ------------ | ------ | ------ | ------ | ------ | ------ | ------ | --- |
| Bundesliga        | 42    | 17      | 9       | 3       | 5       | 28      | 23      | 17           | 2            | 6            | 9            | 13           | 31           | 34     | 11     | 9      | 14     | 41     | 54     | -13 |
| Coppa di Germania | -     | 1       | 0       | 1       | 0       | 0       | 0       | 1            | 1            | 0            | 0            | 6            | 0            | 2      | 1      | 1      | 0      | 6      | 0      | +6  |
| Coppa UEFA        | -     | 4       | 3       | 1       | 0       | 9       | 1       | 4            | 1            | 1            | 2            | 3            | 6            | 8      | 4      | 2      | 2      | 12     | 7      | +5  |
| Totale            | 42    | 24      | 13      | 5       | 6       | 43      | 27      | 25           | 6            | 7            | 12           | 30           | 40           | 49     | 19     | 12     | 18     | 73     | 67     | +6  |

### Andamento in campionato
| Giornata  | 1  | 2  | 3  | 4  | 5  | 6  | 7  | 8  | 9  | 10 | 11 | 12 | 13 | 14 | 15 | 16 | 17 | 18 | 19 | 20 | 21 | 22 | 23 | 24 | 25 | 26 | 27 | 28 | 29 | 30 | 31 | 32 | 33 | 34 |
| --------- | -- | -- | -- | -- | -- | -- | -- | -- | -- | -- | -- | -- | -- | -- | -- | -- | -- | -- | -- | -- | -- | -- | -- | -- | -- | -- | -- | -- | -- | -- | -- | -- | -- | -- |
| Luogo     | C  | T  | T  | C  | T  | C  | T  | C  | T  | C  | T  | C  | T  | C  | T  | C  | T  | T  | C  | C  | T  | C  | T  | C  | T  | C  | T  | C  | T  | C  | T  | C  | T  | C  |
| Risultato | N  | N  | P  | V  | P  | P  | N  | V  | N  | V  | P  | V  | P  | V  | P  | V  | P  | P  | P  | V  | N  | N  | N  | P  | N  | P  | V  | N  | V  | P  | P  | V  | P  | V  |
| Posizione | 12 | 11 | 15 | 11 | 12 | 14 | 14 | 12 | 13 | 11 | 12 | 11 | 11 | 11 | 11 | 11 | 11 | 12 | 12 | 12 | 12 | 13 | 12 | 13 | 13 | 13 | 11 | 11 | 11 | 11 | 11 | 11 | 11 | 9  |

Legenda:

Luogo: C = Casa; T = Trasferta. Risultato: V = Vittoria; N = Pareggio; P = Sconfitta.

### Statistiche dei giocatori
| Giocatore      | Bundesliga | Bundesliga | Bundesliga  | Bundesliga | Coppa di Germania | Coppa di Germania | Coppa di Germania | Coppa di Germania | Coppa UEFA | Coppa UEFA | Coppa UEFA  | Coppa UEFA | Totale   | Totale | Totale      | Totale     |
| Giocatore      | Presenze   | Reti       | Ammonizioni | Espulsioni | Presenze          | Reti              | Ammonizioni       | Espulsioni        | Presenze   | Reti       | Ammonizioni | Espulsioni | Presenze | Reti   | Ammonizioni | Espulsioni |
| -------------- | ---------- | ---------- | ----------- | ---------- | ----------------- | ----------------- | ----------------- | ----------------- | ---------- | ---------- | ----------- | ---------- | -------- | ------ | ----------- | ---------- |
| M. Aničić      | 10         | 4          | 4           | 0          | 0                 | 0                 | 0                 | 0                 | 0          | 0          | 0           | 0          | 10       | 4      | 4           | 0          |
| M. Becker      | 11         | 2          | 0           | 0          | 0                 | 0                 | 0                 | 0                 | 3          | 0          | 1           | 0          | 14       | 2      | 1           | 0          |
| U. Bindewald   | 29         | 0          | 2           | 0          | 1                 | 0                 | 0                 | 0                 | 8          | 1          | 1           | 0          | 38       | 1      | 3           | 0          |
| M. Binz        | 34         | 4          | 4           | 0          | 2                 | 0                 | 0                 | 0                 | 7          | 0          | 3           | 0          | 43       | 4      | 7           | 0          |
| R. Bommer      | 14         | 0          | 0           | 1          | 0                 | 0                 | 0                 | 0                 | 5          | 1          | 0           | 0          | 19       | 1      | 0           | 1          |
| E. Bulut       | 0          | 0          | 0           | 0          | 0                 | 0                 | 0                 | 0                 | 0          | 0          | 0           | 0          | 0        | 0      | 0           | 0          |
| O. Bunzenthal  | 0          | 0          | 0           | 0          | 0                 | 0                 | 0                 | 0                 | 0          | 0          | 0           | 0          | 0        | 0      | 0           | 0          |
| M. Dickhaut    | 29         | 3          | 5           | 0          | 2                 | 1                 | 0                 | 0                 | 7          | 0          | 3           | 0          | 38       | 4      | 8           | 0          |
| T. Doll        | 10         | 1          | 2           | 0          | 0                 | 0                 | 0                 | 0                 | 0          | 0          | 0           | 0          | 10       | 1      | 2           | 0          |
| M. Dworschak   | 1          | 0          | 0           | 0          | 0                 | 0                 | 0                 | 0                 | 0          | 0          | 0           | 0          | 1        | 0      | 0           | 0          |
| R. Falkenmayer | 24         | 0          | 0           | 1          | 2                 | 0                 | 0                 | 0                 | 5          | 1          | 1           | 0          | 31       | 1      | 1           | 1          |
| T. Flick       | 9          | 0          | 2           | 0          | 0                 | 0                 | 0                 | 0                 | 2          | 0          | 0           | 0          | 11       | 0      | 2           | 0          |
| J. Furtok      | 26         | 3          | 0           | 0          | 1                 | 2                 | 0                 | 0                 | 7          | 4          | 0           | 0          | 34       | 9      | 0           | 0          |
| M. Gaudino     | 10         | 0          | 1           | 0          | 2                 | 0                 | 1                 | 0                 | 3          | 0          | 0           | 0          | 15       | 0      | 2           | 0          |
| M. Hagner      | 1          | 0          | 0           | 0          | 0                 | 0                 | 0                 | 0                 | 0          | 0          | 0           | 0          | 1        | 0      | 0           | 0          |
| S. Komljenović | 32         | 3          | 3           | 0          | 2                 | 0                 | 0                 | 0                 | 7          | 0          | 0           | 0          | 41       | 3      | 3           | 0          |
| A. Köpke       | 34         | 0          | 0           | 0          | 2                 | 0                 | 0                 | 0                 | 8          | 0          | 1           | 0          | 44       | 0      | 1           | 0          |
| T. Legat       | 22         | 2          | 3           | 0          | 2                 | 1                 | 1                 | 0                 | 7          | 1          | 1           | 0          | 31       | 4      | 5           | 0          |
| O. Nikolov     | 0          | 0          | 0           | 0          | 0                 | 0                 | 0                 | 0                 | 0          | 0          | 0           | 0          | 0        | 0      | 0           | 0          |
| J. Obajdin     | 3          | 0          | 0           | 0          | 0                 | 0                 | 0                 | 0                 | 0          | 0          | 0           | 0          | 3        | 0      | 0           | 0          |
| J. Okocha      | 27         | 7          | 4           | 0          | 2                 | 0                 | 0                 | 0                 | 7          | 0          | 0           | 0          | 36       | 7      | 4           | 0          |
| M. Osei        | 0          | 0          | 0           | 0          | 0                 | 0                 | 0                 | 0                 | 0          | 0          | 0           | 0          | 0        | 0      | 0           | 0          |
| M. Penksa      | 11         | 0          | 0           | 0          | 0                 | 0                 | 0                 | 0                 | 1          | 0          | 0           | 0          | 12       | 0      | 0           | 0          |
| T. Reis        | 4          | 1          | 0           | 0          | 0                 | 0                 | 0                 | 0                 | 0          | 0          | 0           | 0          | 4        | 1      | 0           | 0          |
| T. Reuter      | 1          | 0          | 0           | 0          | 0                 | 0                 | 0                 | 0                 | 0          | 0          | 0           | 0          | 1        | 0      | 0           | 0          |
| D. Roth        | 22         | 0          | 4           | 1          | 1                 | 0                 | 0                 | 0                 | 6          | 0          | 1           | 0          | 29       | 0      | 5           | 1          |
| T. Sobotzik    | 2          | 0          | 0           | 0          | 0                 | 0                 | 0                 | 0                 | 1          | 0          | 0           | 0          | 3        | 0      | 0           | 0          |
| K. Tskhadadze  | 15         | 1          | 3           | 1          | 2                 | 1                 | 0                 | 0                 | 1          | 0          | 1           | 0          | 18       | 2      | 4           | 1          |
| R. Weber       | 29         | 1          | 5           | 1          | 2                 | 0                 | 0                 | 1                 | 7          | 0          | 1           | 0          | 38       | 1      | 6           | 2          |
| D. Wolf        | 12         | 0          | 3           | 0          | 1                 | 0                 | 0                 | 0                 | 4          | 0          | 1           | 0          | 17       | 0      | 4           | 0          |
| T. Yeboah      | 14         | 7          | 0           | 0          | 2                 | 1                 | 0                 | 0                 | 5          | 3          | 0           | 0          | 21       | 11     | 0           | 0          |